# Corts de Castella - la Manxa
Les Corts de Castella - la Manxa és l'òrgan legislatiu de la Comunitat Autònoma de Castella - la Manxa. Són un dels tres òrgans que conformen la Junta de Comunitats de Castella - la Manxa i el formen 33 diputats. Està situat en l'antic Convent dels Franciscans a Toledo, en l'anomenat edifici de San Gil.

## Funcions
Entre les funcions de les Corts destaquen: 
- Escollir al President de la Comunitat Autònoma.
- Aprovar les lleis elaborades pel govern autonòmic i elevar projectes de llei al Govern d'Espanya.
- Escollir als dos senadors que representen a Castella - la Manxa al Senat espanyol.

## Composició
Les Corts de Castella - la Manxa són un dels tres òrgans que conformen la Junta de Comunitats de Castella - la Manxa i on resideix la voluntat popular a través dels 33 diputats escollits per sufragi universal, igual, lliure, directe i secret. Són escollides per un termini de quatre anys mitjançant un sistema proporcional que assegura la representació de les diverses zones del territori de la Regió. La circumscripció electoral és la província. A cadascuna d'elles li correspon el següent nombre de diputats: Albacete, 6; Ciudad Real, 8; Conca, 5; Guadalajara, 5 i Toledo, 9.
L'article 10 de l'Estatut d'Autonomia exposa que les eleccions seran convocades pel President de la Junta de Comunitats, en els termes previstos per la Llei que reguli el Règim Electoral General, de manera que es realitzin el quart diumenge de maig cada quatre anys. A diferència de les comunitats autònomes de País Basc, Catalunya, Galícia i Andalusia el president del qual té la potestat de convocar eleccions en qualsevol moment. Després de les eleccions autonòmiques espanyoles de 2007, el PSOE va obtenir 26 diputats i el Partit Popular 21. Per tant, el PSOE va aconseguir la majoria absoluta i va escollir José María Barreda com a president de la Junta de Comunitats de Castella - la Manxa. El 2011 va guanyar el Partir Popular i va escollir María Dolores de Cospedal com a president. En 2015 després d'un pacte entre Podem i PSOE va ser investit Emiliano García-Page com a president de Junta de Comunitats de Castella - la Manxa.
El PSOE ha estat sempre el partit majoritari quant a nombre d'escons des de les primeres eleccions en 1983 fins 2011. A part de socialistes i populars, també han obtingut diputats en alguna legislatura IU, CDS i Podem.